# Инструментовка

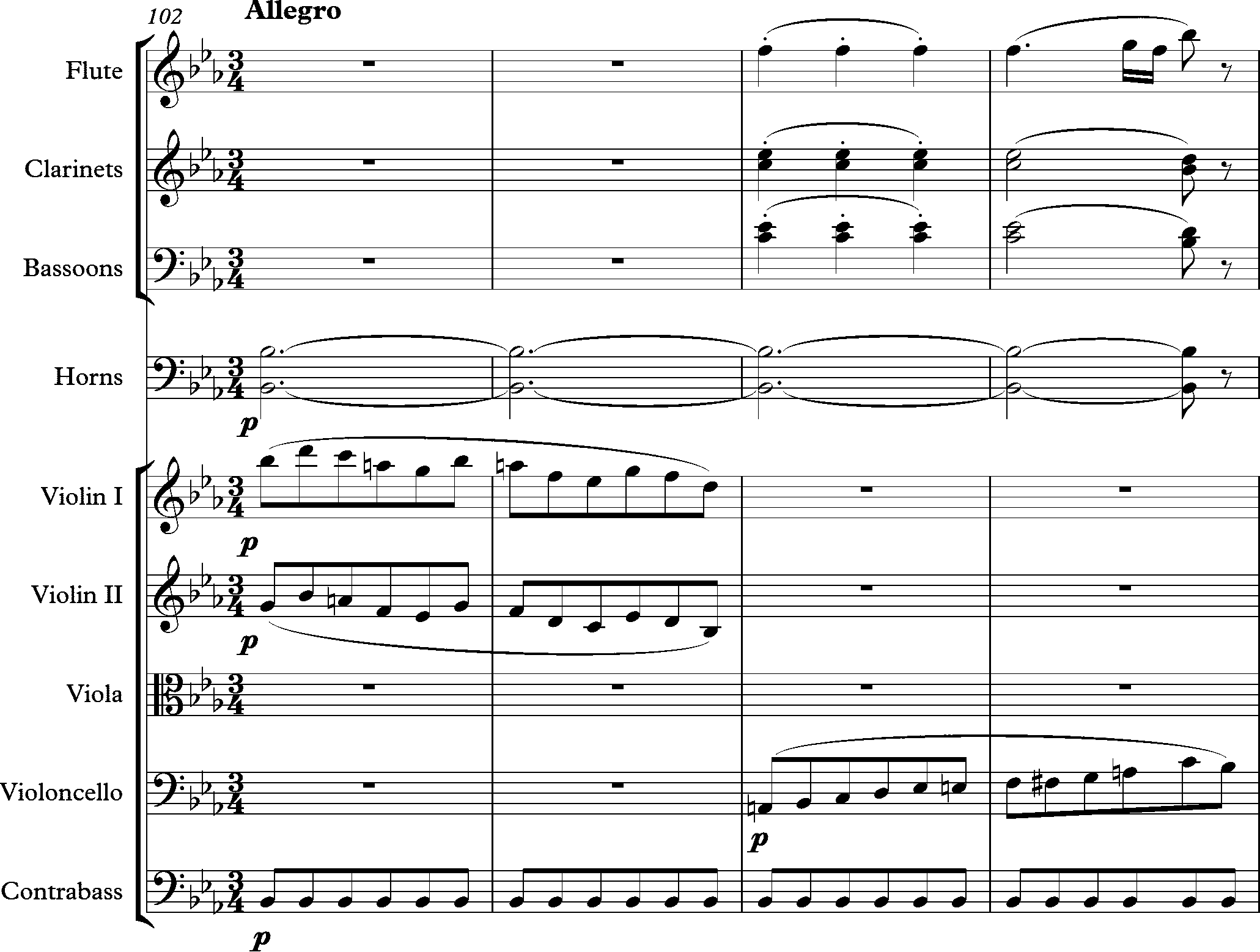
Симфония № 39 В. А. Моцарта (фрагмент партитуры)

Инструментовка — изложение или переложение музыкального произведения в виде партитуры для инструментального ансамбля или оркестра. Оркестровка понимается как частный случай инструментовки. Лицо, выполняющее оркестровку, называется «оркестратором» или «оркестровщиком».

## Очерк специфики
Традиционная (принятая у многих композиторов XIX—XX веков) практика инструментовки выглядит как изложение клавирного наброска (клавираусцуга) в виде партитуры для группы (ансамбля / оркестра) музыкальных инструментов. Процесс инструментовки требует знания специфики музыкальных инструментов — их технических возможностей, исполнительских приёмов, устройства. Чем глубже это знание, тем ярче и выразительней звучит оркестровая партитура. Признанными мастерами инструментовки были (в XIX—XX веках) Гектор Берлиоз и Рихард Вагнер, Клод Дебюсси и Морис Равель, Николай Римский-Корсаков, Рихард Штраус, Игорь Стравинский, Сергей Прокофьев, Дмитрий Шостакович, Эдисон Денисов, Николай Корндорф.
Музыканту, инструментующему чужие произведения, необходимо не только хорошо понимать выразительные возможности используемых инструментов и учитывать способность их взаимосочетания, но также глубоко проникать в творческий стиль композитора. Примером инструментовки чужого произведения являются оркестровки цикла фортепианных пьес «Картинки с выставки» русского композитора Мусоргского, из которых наибольшую известность приобрела оркестровка Мориса Равеля. В СССР выдающимся мастером оркестровки (как правило, чужих произведений) был Д. Р. Рогаль-Левицкий.

### Инструментовка как переложение
В более общем смысле под инструментовкой понимается переложение уже существующей музыки для другого (неоригинального) состава инструментов, в частности, для большого или камерного оркестра/ансамбля. Существует два основных вида такого переложения: транскрипция, которая следует за оригинальной пьесой, и обработка, которая имеет тенденцию изменять важные свойства оригинальной пьесы. С точки зрения переложения слово «оркестровка» применяется, строго говоря, только к сочинению для оркестра, тогда как термин «инструментовка» относится к инструментам, используемым в фактуре произведения. В изучении оркестровки — в отличие от практики — термин «инструментовка» может также относиться к рассмотрению определяющих характеристик отдельных инструментов, а не к искусству комбинирования инструментов.
В коммерческой музыке, особенно в музыкальном театре и кино, часто используются независимые оркестраторы, потому что трудно уложиться в сжатые сроки, когда один и тот же человек требуется и для сочинения, и для оркестровки. Часто, когда сценический мюзикл нужно переложить для кинофильма (например, «Камелот» или «Скрипач на крыше»), оркестровки для киноверсии заметно отличаются от сценических. В других случаях, таких как Evita, существенных стилевых отличий нет — в последнем случае оркестровки представляют собой расширенные версии тех, которые используются в постановке.
Большинство оркестраторов часто работают с черновиком (эскизом) или короткой партитурой, то есть партитурой, написанной на ограниченном количестве независимых нотоносцев. Некоторые оркестраторы, особенно те, кто пишет для оперы или музыкальных театров, предпочитают работать с фортепианной вокальной партитурой, поскольку певцам нужно начинать репетировать произведение задолго до того, как работа будет полностью завершена. Таков был, например, метод композиции Жюля Массне. В других случаях используется простое сотрудничество между различными создателями, например, когда Джонатан Туник аранжирует песни Стивена Сондхейма или когда аранжировка выполняется на основе сокращённой нотной записи музыки («нитки»). В последнем случае будет задействована аранжировка, а также оркестровка.